# Марк Седаций Севериан
Марк Седаций Севериан (лат. Marcus Sedatius Severianus; умер после 169 года) — древнеримский политический деятель, ординарный консул 153 года.

## Биография
Происходил из сенаторской галльской семьи Седациев Северианов из Нарбонской Галлии. Службу начал как квестор в Сицилии. В 140 году стал народным трибуном. Тогда же стал патроном города Кадуков (современный Кагор) в Галлии. После этого занимал должность претора.
В середине 140-х годов он был назначен легатом V Македонского легиона в Тресмиде (Нижняя Мезия). После этого стал куратором Фламиниевой дороги. Впоследствии возглавил XIII парный легион. С 151 по 152 год в качестве имперского легата пропретор управлял провинцией Дакия. Во время своего правления сумел завоевать уважение местного населения. Способствовал развитию города Ульпия Траяны (бывшей Сармизегетусы).
В 153 году стал консулом-суффектом вместе с Публием Септимием Апером. В 154 году назначен императорским легатом-пропретором в провинцию Каппадокия. В 161 году вмешался в дела Парфянского царства, когда парфянский царь Вологез IV решил заменить римского ставленника Сохемоса на своего — Бакура. В решающей трехдневной битве при Элегее в Осроене Севериан потерпел поражение и погиб в битве. Лукиан назвал его «глупым кельтом, который поверил предсказаниям так называемого пророка Александра из Абонотиха», обещавшего Севериану победу, а после разгрома римлян изменил текст своего предсказания. Поражение Седация привело к великой войне между Римом и Парфией.